# Ольшанка (Сокульський повіт)
Ольшанка (пол. Olszanka) — село в Польщі, у гміні Суховоля Сокульського повіту Підляського воєводства.
Населення — 94 особи (2011).
У 1975-1998 роках село належало до Білостоцького воєводства.

## Демографія
Демографічна структура станом на 31 березня 2011 року:
|          | Загалом | Допрацездатний вік | Працездатний вік | Постпрацездатний вік |
| -------- | ------- | ------------------ | ---------------- | -------------------- |
| Чоловіки | 53      | 8                  | 35               | 10                   |
| Жінки    | 41      | 4                  | 16               | 21                   |
| Разом    | 94      | 12                 | 51               | 31                   |